# Килија Бенеј (Бакау)
Килија Бенеј (рум. Chilia Benei) насеље је у Румунији у округу Бакау у општини Панчешти. Oпштина се налази на надморској висини од 219 m.

## Становништво
Према подацима из 2002. године у насељу је живело 139 становника, од којих су сви румунске националности.